# セウ・ジョルジ

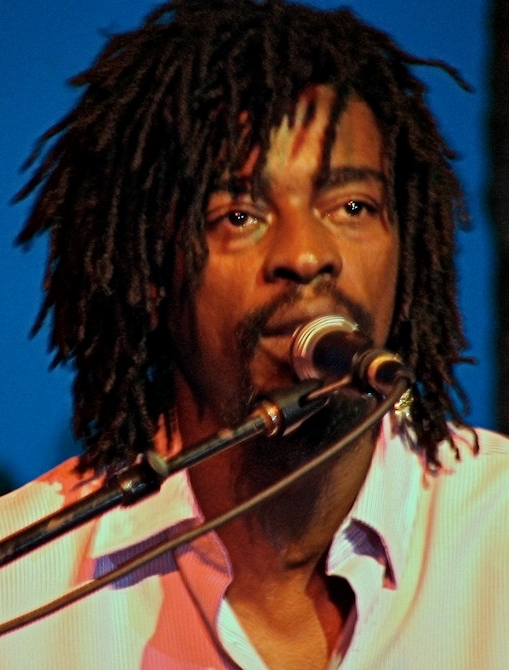

セウ・ジョルジ（葡: Seu Jorge、1970年6月8日 - ）は、ブラジルの歌手で、ギタリスト、俳優。

## 人物
1970年、リオデジャネイロ州のベルフォード・ロッショにあるファヴェーラにて生まれる。デビュー前、弟がギャングに殺され、そのとばっちりで家にいられなくなり、数年間路上生活をしていたことがある。リオデジャネイロ州立大学の演劇グループに所属していた頃、そこで音楽監督をしていたガブリエル・モウラなどと、ファロファ・カリオカを結成。1998年にアルバム「モーロ・ノ・ブラジル」を発表した。その後2000年にファロファ・カリオカを脱退、ソロ歌手となった。ジョルジ・ベンジョールからの影響が大きいことを公言している。
2004年の映画『ライフ・アクアティック』への出演及び担当したサウンドトラックアルバムがアメリカでヒットしたことで、英語圏を中心に国際的な知名度を上げたこともあり、2012年のロンドンオリンピックの閉会式、2016年のリオデジャネイロパラリンピックの開会式に於ける聖火点火後のセレモニーにて、ブラジルを代表する歌手としてパフォーマンスしている。

## ディスコグラフィー

### スタジオ・アルバム
- Samba Esporte Fino  (2001), Mr Bongo  - 後に「Carolina」として新ジャケットで再発。
- Cru (2005)
- The Life Aquatic Studio Sessions (2005) - 1曲を除き、デヴィッド・ボウイの曲のカヴァー。
- América Brasil O Disco (2007)
- Seu Jorge & Almaz (2010)
- Músicas para Churrasco, Vol. 1 (2011)
- Carolina: Deluxe Edition (2014)

### ライヴ・アルバム
- Ana & Jorge ao Vivo (2005) - アナ・カロリナ（英語版）と共演
- Live at Montreux 2005 (2006)
- América Brasil, o cd ao Vivo (2009)

## 出演映像作品
- シティ・オブ・ゴッド (2002)
- Moro no Brasil (2002)
- ライフ・アクアティック (2004)
- House of Sand (2005)
- 『黒いオルフェ』を探して (2005)
- Elipsis (2006)
- The Escapist (2008)
- Carmo (2008)
- エリート・スクワッド ブラジル特殊部隊BOPE (2010)
- Sleepwalkers (2010)
- E Aí... Comeu? (2012)
- Reis e Ratos (2012)
- City of God - 10 Years Later (2012)

## DVD
- MTV Apresenta Seu Jorge (2004)
- Ana & Jorge: Ao Vivo (2005), Ana Carolinaと共演
- Seu Jorge – Live at Montreux (2006)
- América Brasil Ao Vivo (2009)
- músicas para churrasco ao vivo (2012)